# Костёл Витовта
Костёл Витовта (Костёл Вознесения Пресвятой Девы Марии; лит. Vytauto Didžiojo bažnyčia; Švč. Mergelės Marijos Ėmimo į dangų) — католический храм в Старом городе Каунаса (улица Алексото 3), Литва, один из самых старых в городе. Храм включён в Регистр культурных ценностей Литовской Республики и охраняется государством, код 
825 

## История
Храм был сооружён на северном берегу реки Неман около 1400 года для францисканских монахов и иностранных купцов. Строительство было спонсировано Витовтом в качестве коммендации Пресвятой Деве Марии за сохранение его жизни после главного сражения в битве на Ворскле.
Располагаясь довольно близко к реке, храм много раз страдал от весенних паводков. В 1812 году он был сожжён французскими войсками. Францисканский монастырь был закрыт русским правительством после Польского восстания. В 1845 году храм был закрыт и открыт позже после перестройки как православный. С 1903 года он выполнял роль военных казарм. В 1915 году немцы организовали здесь склад. Здание было возвращено Католической церкви в 1919 году, а в 1931—1938 годах и позже в 1978—1982 годах были проведены реставрационные работы.

## Архитектура
Храм был построен в готическом стиле и является примером литовской кирпичной готической архитектуры. Форма храма в виде креста является уникальной для литовской готики. На протяжении многих лет уровень грунта вокруг храма значительно вырос, и фасады стали ниже; чтобы компенсировать это, окна были сокращены, а боковые порталы были удалены. Колокольня была добавлена позже и использовалась для управления навигацией кораблей по Неману.
Литовский писатель Юозас Тумас (1869—1933) похоронен в крипте храма.